# Jean-Paul Thuillier
Pour les articles homonymes, voir Thuillier.
Jean-Paul Thuillier, né le 19 septembre 1943 à Lyon 2e, est un latiniste, historien de l'Antiquité et étruscologue français.
Féru de sport et auteur d'une thèse sur le sport étrusque, il est devenu le spécialiste du sport antique.

## Biographie
Il fait ses études secondaires à Lyon, où il suit également les classes préparatoires littéraires au lycée du Parc. Élève de l'École normale supérieure de la rue d'Ulm (1963-1968), agrégé des lettres (1967) et membre de l'École française de Rome (1972-1975), il est professeur de latin et directeur du Département des sciences de l'Antiquité à l'École normale supérieure de 1995 jusqu'à son départ à la retraite, après avoir été assistant, maître-assistant, maître de conférences et enfin professeur à l'université Grenoble-III (1975-1995).
Le 4 mars 2015, il présente une conférence intitulée Sport romain, sport contemporain, lors des conférences des Nocturnes du plan de Rome de l'université de Caen.

## Publications
- Les Jeux athlétiques dans la civilisation étrusque, Bibliothèque des Écoles françaises d'Athènes et de Rome, Rome, 1985
- Les Étrusques : la fin d'un mystère ?, coll. « Découvertes Gallimard / Archéologie » (no 89), Paris, 1990
- Le sport dans la Rome antique, Errance, Paris, 1996
- Les Étrusques : histoire d'un peuple, Civilisations Armand Colin, Paris, 2003
- Dictionnaire de l'Antiquité grecque et romaine, En Savoir Plus Hachette, Paris, 2002
- Le sport dans l'Antiquité : Égypte, Grèce et Rome (avec Wolfgang Decker), Antiqua Picard, Paris, 2004
- Les Étrusques, Éditions du Chêne, coll. « Grandes civilisations », Paris, 2006  (ISBN 2842776585) (présentation en ligne)
- Allez les Rouges ! : les jeux du cirque en Étrurie et à Rome, Éditions Rue d'Ulm, Paris, 2018.